# Patrimoni dell'umanità della Repubblica Dominicana
I patrimoni dell'umanità della Repubblica Dominicana sono i siti dichiarati dall'UNESCO come patrimonio dell'umanità nella Repubblica Dominicana, che è divenuta parte contraente della Convenzione sul patrimonio dell'umanità il 12 febbraio 1985.
Al 2022 un solo sito è iscritto nella Lista dei patrimoni dell'umanità: la città coloniale di Santo Domingo, scelta nel 1990 in occasione della quattordicesima sessione del comitato del patrimonio mondiale. Tredici sono invece le candidature per nuove iscrizioni.

## Siti del Patrimonio mondiale
| Foto | Sito                             | Luogo         | Tipo                        | Anno | Descrizione |
| ---- | -------------------------------- | ------------- | --------------------------- | ---- | --- |
|      | Città coloniale di Santo Domingo | Santo Domingo | Culturale (526; ii, iv, vi) | 1990 | Dopo l'arrivo di Cristoforo Colombo sull'isola nel 1492, Santo Domingo divenne il sito della prima cattedrale, ospedale, dogana e università delle Americhe. Questa città coloniale, fondata nel 1498, era disposta su uno schema a griglia che divenne il modello per quasi tutti gli urbanisti del Nuovo Mondo. |

## Siti candidati
| Foto | Sito                                                                                         | Luogo | Tipo                             | Anno       | Descrizione |
| ---- | -------------------------------------------------------------------------------------------- | --- | -------------------------------- | ---------- | --- |
|      | Jacagua, villaggio di Santiago                                                               | San Francisco de Jacagua                                                                                            | Culturale (1704)                 | 21/11/2001 | I resti della struttura della vecchia chiesa di Jacagua, costruita in muratura e mattoni, permettono di apprezzare parte dei pilastri cruciformi, contrafforti e frammenti di volte, mentre alcuni archi sono completi. La chiesa di Jacagua era una piccola costruzione a pianta quadrata di 8 metri di lato; il corpo principale era preceduto da un nartece. Il nartece e il tetto della navata sono a volta cruciforme rozzamente costruita. |
|      | Montecristi                                                                                  | San Fernando de Montecristi                                                                                         | Culturale (1705)                 | 21/11/2001 | La città di Montecristi è inserita in un ambiente naturale, in cui spicca la gigantesca sagoma di El Morro accanto all'isolotto Pablillo, che sembrano essere i resti di un'antica catena montuosa, accanto alla spiaggia di Bolaños. L'ambiente di Montecristi è incorniciato dalla fine della Cordillera Septentrional, tra il colle del Guano e il colle Isabel de Torres. L'area storica presenta strade larghe a griglia e case costruite in legno con tetto di zinco, in stile vittoriano; uniche nel paese, rappresentano un periodo di pace e sviluppo economico della città nel XXIII e XIX secolo. |
|      | Parco archeologico e storico nazionale di Pueblo Viejo, La Vega                              | Concepción de la Vega                                                                                               | Culturale (1707)                 | 21/11/2001 | La Concepción de la Vega iniziò con la fondazione dell'omonima fortezza, costruita per Cristoforo Colombo nel 1495 ai piedi del Sacro Colle. All'arrivo degli spagnoli la zona fu sede del Guaricano, centro del caciccato di Magua, governato dal cacicco Guarionex. Attorno alla fortezza e allo sfruttamento minerario della zona si sviluppò la città. La prima costruzione della rocca era in legno e i ruderi che rimangono corrispondono alla terza ed ultima versione della stessa; è molto probabile che inizialmente fosse accanto al Guaricano presso la sponda del fiume Verde. |
|      | Centro storico di Puerto Plata                                                               | San Felipe de Puerto Plata                                                                                          | Culturale (1708)                 | 21/11/2001 | Nel sito sono visibili le seguenti costruzioni: il Forte coloniale di San Felipe del XVI secolo, la chiesa del Carmen del 1927, Club Union Puertoplateño (1895), la casa Rothschil-Pimentel (1906), la casa Ricama Castellanos costruita nel 1865, le mura in rovina dell'epoca dell'annessione alla Spagna (1861-1865), la casa di Augusto Benz del 1918, la casa di campagna di Don Ricardo Bubul (1905-1930), Plazoleta del Ponte della Guinea del XIX secolo. |
|      | Città di Azua de Compostela                                                                  | Azua de Compostela                                                                                                  | Culturale (1709)                 | 21/11/2001 | Il vecchio villaggio di Azúa, fu fondato nell'anno 1504 da Diego Velazquez, durante il governo di Nicolas de Ovando. Azúa fu saccheggiata da corsari e pirati a metà del XVI secolo. Poco meno di un secolo dopo fu distrutta da un terremoto nel 1751. Gli abitanti ricostruirono il villaggio lungo il fiume Via. I ruderi dell'antica città, attestano l'esistenza di una chiesa, di un cimitero, di un parco conventuale e di altri fabbricati, che sono una chiara indicazione che il paese raggiunse un ragguardevole stato di sviluppo. |
|      | Mulino per lo zucchero di Sanate (Ruta de los ingenios)                                      | Salvaleón de Higüey                                                                                                 | Culturale (1714; ii, iv, vi)     | 05/04/2002 | Questa candidatura fa parte di una serie, denominata "Ruta de los ingenios", che include diversi siti della lavorazione della canna da zucchero di epoca coloniale. |
|      | Mulino per lo zucchero di Nuestra Señora de Monte Alegre o la Duquesa (Ruta de los ingenios) | Santo Domingo | Culturale (1715; ii, iv, vi)     | 05/04/2002 | Questa candidatura fa parte di una serie, denominata "Ruta de los ingenios", che include diversi siti della lavorazione della canna da zucchero di epoca coloniale. |
|      | Sito archeologico della Villa La Isabela                                                     | San Felipe de Puerto Plata                                                                                          | Culturale (6289; ii, v)          | 05/02/2018 | Il sito archeologico della Villa La Isabela comprende, tra le altre vestigia archeologiche, le rovine degli edifici costruiti nel primo insediamento europeo in America: la Villa di La Isabela. Il sito archeologico conserva le fondamenta di cinque importanti edifici: una torre di guardia, un magazzino reale, una Tesorería, una chiesa e la casa dell'ammiraglio Cristoforo Colombo (la sua unica dimora nel continente), le prime realizzate da europei in America. In termini generali, la morfologia urbana è dispersa, senza uno specifico schema di distribuzione, se non per la conformazione geografica dettata dall'edilizia, caratteristica di una città medievale.                                     |
|      | Parco nazionale Jaragua                                                                      | Oviedo, Pedernales                                                                                                  | Misto (6290; i, iii, vii, ix, x) | 05/02/2018 | Il Parco nazionale Jaragua occupa la porzione meridionale del promontorio di Barahona, includendo nella sua delimitazione territoriale le isole Beata e Alto Velo, così come gli atolli chiamati Los Frailes e Piedra Negra. L'area protetta marino-terrestre è la più estesa della Repubblica Dominicana con circa 1 543 km² di superficie tra aree marine, insulari, estuari, lacustri e terrestri. |
|      | Primi "ingenios" coloniali per lo zucchero d'America                                         | San Gregorio de Nigua, Santo Domingo Oeste                                                                          | Culturale (6291; ii, iv)         | 05/02/2018 | Questa candidatura seriale comprende quattro siti archeologici, vestigia dei primi zuccherifici coloniali d'America, costruiti dagli europei sull'isola di Hispaniola all'inizio del XVI secolo con l'obiettivo di produrre zucchero e suoi derivati. Questi siti culturali ci permettono di comprendere i processi storici, sociali, economici, culturali e ambientali del processo di produzione dello zucchero che ha avuto luogo nei Caraibi per molti secoli. In questi siti è possibile apprezzare le due tipologie di zuccherifici, il trapiche e l'idraulico. |
|      | Parco nazionale Cotubanamá                                                                   | San Rafael del Yuma, Saona                                                                                          | Culturale (6292; i, ii, iii)     | 05/02/2018 | Il Parco nazionale Cotubanamá ha un valore storico e archeologico che lo rende unico per le seguenti caratteristiche: contiene capolavori del genio creativo umano, come le grotte di José María e Ramoncito, dove sono conservati più di 1500 pittogrammi pre-ispanici e 378 petroglifi in grotte importanti come quelle di Berna e Panchito. L'insieme archeologico di arte rupestre del Parco fornisce una testimonianza unica ed eccezionale. |
|      | Santuario dei mammiferi marini dei banchi di La Plata e Navidad                              | | Misto (6293; iii, ix, x)         | 05/02/2018 | Il Santuario dei mammiferi marini dei banchi di La Plata e Navidad è una delle prime aree protette di questa natura istituite al mondo, essendo la più grande area marina protetta della Repubblica Dominicana e il primo santuario dei mammiferi marini nell'Oceano Atlantico. Il santuario protegge l'habitat della più numerosa popolazione di balene megattere (Megaptera novaeangliae) che arriva ogni anno dal Nord Atlantico nelle calde acque della regione caraibica in inverno (dicembre-marzo). In queste acque marine le balene svolgono funzioni vitali, come l'accoppiamento e la riproduzione. Le principali aree di concentrazione della specie sono i banchi di La Plata e Navidad e la baia di Samaná. |
|      | Arte rupestre preispanica nella Repubblica Dominicana                                        | Bayaguana, Oviedo, Pedernales, Sabana de la Mar, Sabana Grande de Boyá, Sánchez, San Cristóbal, San Rafael del Yuma | Culturale (6294; i, iii)         | 05/02/2018 | L'arte rupestre preispanica della Repubblica Dominicana si trova in grotte, rifugi e pareti rocciose a cielo aperto sparsi in tutto il paese. Fondamentalmente sono tre i tipi di arte rupestre ritrovati sull'isola: pitture, petroglifi e bassorilievi. I primi siti candidati nell'insieme di arte rupestre della Repubblica Dominicana sono i seguenti: grotta di José María e grotta di Ramoncito nel Parco nazionale Cotubanamá, grotta n. 2 di Borbón nelle Cuevas de Borbón o Riserva antropologica del Pomier, grotta Ferrocarril nel Parco nazionale Los Haitises, grotta di La Colmena nel Parco nazionale Jaragua.                                                                                           |